# الكردي (الدقهلية)
الكُردي مدينة مصرية تتبع محافظة الدقهلية إداريا.

## التاريخ
كان الكردي من توابع ناحية ميت سلسيل ثم فصلت عنها في التربيع العثماني الذي أجراه الوالي العثماني سليمان باشا الخادم في عصر السلطان العثماني سليمان القانوني، ورد باسمه في دفتر سنة 1079 هجري للمقاطعات وفي في تاريخ 1228هـ/1813م الذي عدّ قرى مصر بعد المسح الذي قام به محمد علي باشا. عندما أنشئ مركز المنزلة سنة 1929 ضمت إليه فصلًا عن مركز دكرنس. حول إلى مدينة سنة 2000.

## الجغرافية
يحدها البحر الصغير من الناحية البحرية وشريط السكة الحديد الرابط بين دكرنس والمطرية من الناحية القبلية ومركز ومدينة منية النصر من الناحية الشرقية ومركز ومدينة ميت سلسيل من الناحية الغربية. تتكون المدينة من أحياء الكردى وكفر الكردى وحى الرافعى وحى الزهور وحى الأمل.

## السكان
بلغ عدد سكان المدينة 45,853 نسمة في تقدير يوليو 2024 منهم 23,423 ذكر و22,430 أنثى.
| السنة | عدد السكان | السنة | عدد السكان |
| ----- | ---------- | ----- | ---------- |
| 1882  | 1116       | 1986  | 11,929     |
| 1897  | 1426       | 1996  | 15,561     |
| 1927  | 6246       | 2006  | 30,473     |
| 1947  | 5088       | 2017  | 39,248     |
| 1960  | 8148       | 2024  | 45,853     |
| 1976  | 9779       |       |            |